# Song Machine: Season One - Strange Timez
Albums de Gorillaz
The Now Now
(2018) Cracker Island
(2023)
Singles
1. Momentary Bliss
Sortie : 30 janvier 2020
2. Désolé
Sortie : 27 février 2020
3. Aries
Sortie : 9 avril 2020
4. How Far?
Sortie : 2 mai 2020
5. Friday 13th
Sortie : 9 juin 2020
6. Pac-Man
Sortie : 20 juillet 2020
7. Strange Timez
Sortie : 9 septembre 2020
8. The Pink Phantom
Sortie : 1er octobre 2020
9. The Valley of the Pagans
Sortie : 5 novembre 2020

Song Machine: Season One - Strange Timez est le septième album studio du groupe virtuel britannique Gorillaz sorti en 2020.
L'album contient de nombreuses collaborations : Elton John, Fatoumata Diawara, Schoolboy Q, Peter Hook, Beck, JPEGMafia ou encore Tony Allen. La plupart des chansons ont été présentées comme des épisodes d'une série télévisée, à raison d'un single par mois, et toutes accompagnées d'un clip. Il s'agit ici de la « saison 1 » avant une « saison 2 » (Song Machine, Season Two) prévue pour 2021.
Cet album marque le retour du personnage Murdoc Niccals, absent du précédent album The Now Now. L'album est majoritairement bien accueilli par la critique,.

## Historique et singles
Le 28 janvier 2020, Gorillaz dévoile sur réseaux sociaux un nouveau concept intitulé Song Machine. Un single promotionnel de 23 secondes, Song Machine Theme Tune, est publié sur les plateformes de steaming et acompagné d'une vidéo.
Sur BBC Radio 1, Damon Albarn et Remi Kabaka Jr. expliquent un peu plus le concept de Song Machine composé d'arcs narratifs découpés en saisons à la manière d'une série télévisée « plus proche d’Ozark, que de Designated Survivor »,. Ainsi le « premier épisode » est le single Momentary Bliss, dévoilé le 30 janvier 2020. Dans la foulée, Damon Albarn révèle que le groupe est en studio avec divers artistes comme Schoolboy Q pour enregistrer les futures chansons du projet Song Machine.
Ce projet s'inscrit dans la volonté du groupe de ne plus sortir de manière classique des singles et un album. Gorillaz veut sortir des chansons en fonction de leurs rencontres avec d'autres artistes et accompagner chaque chanson avec un clip.
Dans un communiqué de presse en février 2020, le personnage fictif Russel Hobbs déclare notamment : « Song Machine est une nouvelle façon de faire pour nous, nous ne savons même pas qui débarquera au studio la prochaine fois. Song Machine se nourrit de l'imprévisible, et carbure au pur chaos. Alors quoi qu'il arrive, nous sommes prêts à produire comme s'il n'y avait pas de lendemain. Vous savez, juste au cas où... »,.
L'épisode 2, le single Désolé, est publié le 27 février 2020. Il s'agit d'une collaboration avec l'artiste malienne Fatoumata Diawara. Avec la montée de la pandémie de Covid-19, aucune chanson n'est dévoilée en mars. Mais à la fin du mois, le groupe promet de nouvelles chansons. L'épisode 3, Aries, sort en avril 2020.
Le mois suivant, c'est la chanson How Far? qui est publiée, sans aucune annonce au préalable, et dédiée à la mémoire du musicien nigérian Tony Allen — fréquent collaborateur de Damon Albarn décédé en avril 2020. Cela décale la sortie de la chanson initialement prévue comme épisode 4, Friday 13th, qui sort finalement en juin 2020.
Le 13 juin 2020, il est annoncé sur le site officiel de Gorillaz que l'album, intitulé Almanac CD et constitué de 10 chansons, sortira en octobre 2020.
L'épisode 5 est Pac-Man, diffusé en juillet 2020. Le single suivant est dévoilé en septembre. Il s'agit de Strange Timez, en collaboration avec Robert Smith de The Cure.
L'épisode 7, The Pink Phantom sort le 1er octobre. L'épisode 8, The Valley of the Pagans sort quant à lui début novembre.

## Critique
Song Machine, Season One: Strange Timez reçoit globalement de bonnes critiques de la part de la presse. Sur l'agrégateur américain Metacritic, l'album obtient une moyenne de 81⁄100 pour quinze critiques recensées.
Dans une critique pour The Guardian, Alexis Petridis plébiscite notamment le choix des nombreux artistes invités sur l'album, tout comme Jordan Blum de Consequence of Sound qui ajoute que l'album « encapsule tous les styles et bizarreries » du groupe.
Sur le site de France Inter, on peut notamment lire « Avec The Now Now, paru en 2018 on sentait, on imaginait que la machine Gorillaz, était en train de s’essouffler. Et bien non, alors que pour certains groupes le poids des années a une forte influence sur leur manque de créativité, pour Gorillaz au contraire, l’année 2020 est placée sous le signe de l’accélérateur. »

## Liste des titres
| 1.  | Strange Timez (featuring Robert Smith)                  | - Albarn - Remi Kabaka Jr. - Robert Smith                                                                      | 3:47 |
| 2.  | The Valley of the Pagans (featuring Beck)               | - Albarn - Kabaka - Beck Hansen                                                                                | 3:01 |
| 3.  | The Lost Chord (featuring Leee John)                    | - Albarn - Kabaka - James Ford - Leslie John                                                                   | 4:03 |
| 4.  | Pac-Man (featuring Schoolboy Q)                         | - Albarn - Kabaka - John Smythe - Paul Huston - Quincy Hanley - Elvin Shahbazian - Joel McNeill - John McNeill | 3:12 |
| 5.  | Chalk Tablet Towers (featuring St. Vincent)             | - Albarn - Kabaka - Annie Clark                                                                                | 3:02 |
| 6.  | The Pink Phantom (featuring Elton John & 6lack)         | - Albarn - Kabaka - Ricardo Valentine Jr.                                                                      | 4:13 |
| 7.  | Aries (featuring Peter Hook and Georgia)                | - Albarn - Kabaka - Peter Hook - Richard Isong                                                                 | 4:13 |
| 8.  | Friday 13th (featuring Octavian)                        | - Albarn - Kabaka - Octavian Godji                                                                             | 3:35 |
| 9.  | Dead Butterflies (featuring Kano & Roxani Arias)        | - Albarn - Kabaka - Darryle Gayle - Matthew Middlebrooks - Kane Robinson - Michael Williams II - Roxani Arias  | 4:33 |
| 10. | Désolé (Extended version) (featuring Fatoumata Diawara) | - Albarn - Kabaka - Ford - Fatoumata Diawara                                                                   | 5:33 |
| 11. | Momentary Bliss (featuring Slowthai and Slaves)         | - Albarn - Kabaka - Mike Dean - Tyron Frampton - Laurence Vincent - Isaac Holman                               | 3:41 |

| 1. | Opium (featuring EarthGang)                                  | - Albarn - Kabaka - Olu Fann - Eian Parker - Isong                                                | 6:50 |
| 2. | Simplicity (featuring Joan As Police Woman)                  | - Albarn - Kabaka - Joan Wasser                                                                   | 2:44 |
| 3. | Severed Head (featuring GoldLink & Unknown Mortal Orchestra) | - Albarn - Kabaka - D'Anthony Carlos - Ruban Nielson                                              | 3:34 |
| 4. | With Love to an Ex (featuring Moonchild Sanelly)             | - Albarn - Kabaka - Sanelisiwe Twisha                                                             | 3:00 |
| 5. | MLS (featuring JPEGMafia & Chai)                             | - Albarn - Kabaka - Barrington Hendricks - Kana Obata - Mana Obata - Yuna Matsui - Yuuki Mizutani | 3:14 |
| 6. | How Far? (featuring Tony Allen & Skepta)                     | - Albarn - Kabaka - Joseph Adenuga - Tony Allen                                                   | 2:46 |

| 7. | Taxi Back to 80s Reykjavik |  | 2:43 |

## Classements
| Pays et classement (2020)     | Meilleure position |
| ----------------------------- | ------------------ |
| Australie(ARIA)               | 5                  |
| Autriche (Ö3 Austria Top 40)  | 9                  |
| Belgique (Flandre Ultratop)   | 6                  |
| Belgique (Wallonie Ultratop)  | 12                 |
| Canada (Canadian Albums)      | 18                 |
| Pays-Bas (Mega Album Top 100) | 6                  |
| France (SNEP)                 | 19                 |
| Allemagne (Media Control AG)  | 9                  |
| Irlande (IRMA)                | 2                  |
| Italie (FIMI)                 | 23                 |
| Nouvelle-Zélande (RMNZ)       | 5                  |
| Écosse (OCC)                  | 2                  |
| Suisse (Schweizer Hitparade)  | 8                  |
| Royaume-Uni (UK Albums Chart) | 2                  |
| États-Unis (Billboard 200)    | 12                 |
| États-Unis (Top Rock Albums)  | 3                  |